# Sandra Nettelbeck
Sandra Nettelbeck (4 de abril de 1966, Hamburgo)  es una directora de cine y guionista alemana. 

## Biografía
Sandra Nettelbeck es hija de Uwe y Petra Nettelbeck. Nació y creció en Hamburgo. Terminó su formación escolar en 1984, en la Odenwaldschule de Hessen.
Entre 1987 y 1992 estudió Cinematografía en la San Francisco State University especializándose en dirección, producción, montaje, iluminación y cámara. Su cortometraje A Certain Grace describe un triángulo amoroso y fue premiado con el Premio del Público en el San Francisco International Lesbian & Gay Film Festival. Después de terminar su formación trabajó dos años como redactora en revistas especializadas en cine.
En 1995, utilizó su primera película Unbeständig und kühl como base para la serie de la ZDF Das kleine Fernsehspiel. En este drama, en el que Regula Grauwiller y Jasmin Tabatabai encarnaban los papeles principales, Sandra Nettelbeck se encargó del guion, de la dirección y apareció en un papel secundario. 
A partir de 1996, filmó para la televisión la comedia Mammamia con Senta Berger, Christiane Paul y Peter Lohmeyer, tomando como base un guion propio. Por esta comedia ganó en los Premios Max Ophüls el premio principal y el premio al mejor guion.
La directora alcanzó el éxito en 2001 con la comedia Bella Martha en la que actuaban en los papeles principales además de Martina Gedeck conocidos actores europeos como el italiano Sergio Castellitto y el danés Ulrich Thomsen. La película de género romántico que trataba de una cocinera que tiene que hacerse cargo de su sobrina a la muerte de su madre fue un éxito comercial y ganó varios premios internacionales. Su siguiente película Sergeant Pepper fue una película para niños en la que narraba la amistad entre un niño de seis años y un perro.
Helen fue la primera película en habla inglesa de la directora. La producción internacional con Ashley Judd y Goran Visnjic fue estrenada en el Festival de Cine de Sundance en 2009.

## Filmografía
- 1992: A Certain Grace (cortometraje)
- 1995: Unbeständig und kühl (para la televisión)
- 1998: Mammamia (para la televisión)
- 2001: Bella Martha
- 2004: Sergeant Pepper
- 2009: Helen
- 2013: Mr. Morgan’s Last Love

## Premios
- A Certain Grace:
  - 1992 Premio al Mejor Cortometraje en el San Francisco International Lesbian and Gay Filmfestival
- Mammamia:
  - 1998 Mejor Guion, Mejor Película en los Premios Max-Ophüls
- Bella Martha:
  - 2002 Nominada a Mejor Película en Deutscher Filmpreis
  - 2002 Premio Especial del Jurado en Lecce, Festival del Cine Europeo, Italia
  - 2002 Premio del Jurado de Estudiantes en Lecce, Festival del Cine Europeo, Italia
  - 2002 Premio del Público en el Festival de Cine de Valencia
  - 2002 Premio a la Mejor Película en el Festival Internacional de Cine de Mujeres de Créteil, Francia
  - 2002 Premio a la Mejor Película en el Festival International du Films d'Amour de Mons, Bélgica
  - 2002 Premio Mejor Guion en el Festival International du Films d'Amour de Mons, Belgien
  - 2002 Premio al Mejor Guion en el Festival de Cine de Nantucket
  - 2003 Nominada en los Premios Goya  a la Mejor Película Europea
- Sergeant Pepper:
  - 2005 Premio del Jurado en el Toronto International Film Festival
  - 2005 Elefante Balanco en Festival de Cine de Múnich
- Helen:
  - 2009 Premio Voice en Estados Unidos